# Sharpless 2-106
Sharpless 2-106 – mgławica dwubiegunowa oraz obszar H II znajdujący się w konstelacji Łabędzia w odległości około 2000 lat świetlnych od Ziemi. Długość mgławicy wynosi 2 lata świetlne, a jej średnica pół roku świetlnego. Została skatalogowana w drugim wydaniu katalogu Sharplessa jako Sh 2-106.
Mgławica Sharpless 2-106 została utworzona ze świecącego gazu oraz pyłu odbijającego światło. Materia ta okrywa masywny zawiązek gwiazdowy nazwany gwiezdnym żłobkiem. Niezwykły kształt mgławicy tworzy wiatr gwiazdowy o prędkości ponad 200 km/s. Badania prowadzone w Obserwatorium Gemini wykazują, że w mgławicy powstaje wiele obiektów o mniejszych masach, z których w przyszłości może powstać od 50 do 150 nowych gwiazd w tym rejonie.
Według szacunków gwiazda centralna mgławicy, IRS 4 (Infrared Source 4), ma masę około 15 razy większą od masy Słońca. Powstała nie wcześniej niż 100 000 lat temu. Gdy w niedalekiej przyszłości światło gwiazdy centralnej przebije zasłonę obłoku molekularnego, rozpocznie ona krótkie, intensywne życie masywnej gwiazdy.